# Joeri Calleeuw
Joeri Calleeuw (né le 5 août 1985 à Bruges) est un coureur cycliste belge.

## Biographie

### Carrière chez les amateurs
Joeri Calleeuw naît le 5 août 1985 à Bruges en Belgique.

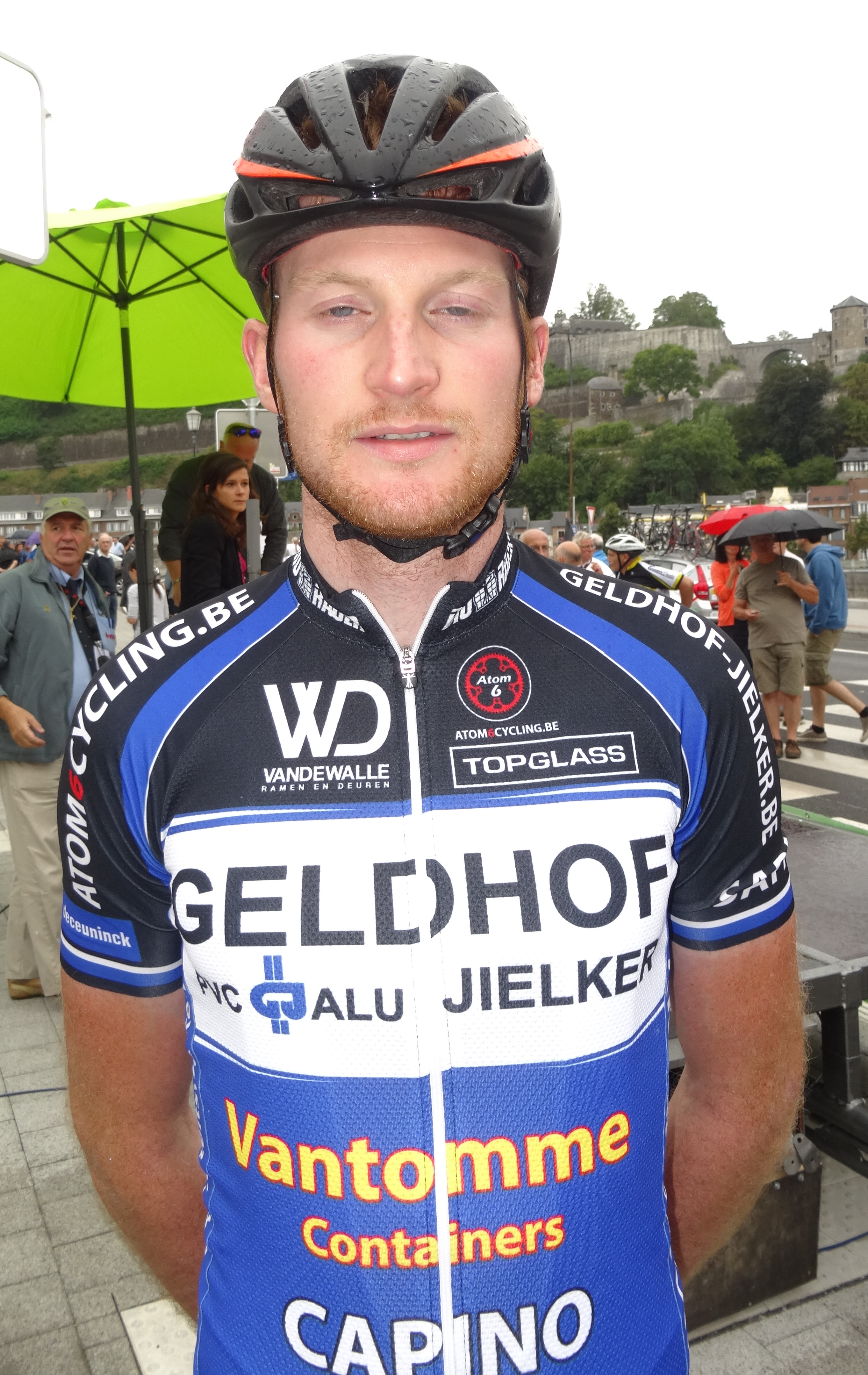
Joeri Calleeuw lors de la 1re étape du Tour de la province de Namur 2014.

En 2008, il court pour l'équipe Deschuytter-Lippens Martin Pro Race. Il devient champion de Flandre-Occidentale du contre-la-montre, remporte les 4e et 5e étapes du Tour du Sénégal puis son classement général. Il termine 2e du championnat de Belgique élites sans contrat et 2e de la Topcompétition. 
L'année suivante, il est membre de Jong Vlaanderen-Bauknecht. Il remporte la 1re étape du Tour de la province d'Anvers et son classement général, et termine 2e du championnat de Belgique du contre-la-montre élites sans contrat. 
Toujours dans la même équipe en 2010, il termine 3e des Deux jours du Gaverstreek, 3e du championnat de Belgique élites sans contrat et 3e du championnat de Belgique du contre-la-montre élites sans contrat.
En 2011, il entre dans l'équipe BCV Works Ingelmunster. Il devient champion de Belgique élites sans contrat. Il continue dans la même équipe l'année suivante, et remporte la 4e étape du Tour de Madagascar. 
Au début de l'année 2013, il passe dans l'équipe Ventilair-Steria. Cette dernière disparaissant à la fin de la saison, il effectue sa saison 2014 chez Geldhof Jielker. Il remporte Gand-Staden, le Grand Prix de Geluwe et les 3e et 5e étapes du Tour de la province de Namur.

### Carrière professionnelle
Fin 2014, il signe un contrat professionnel avec l'équipe continentale Verandas Willems. Début mars 2015, il termine 2e de la Course des chats. Il remporte le contre-la-montre par équipes de la 1re étape du Paris-Arras Tour et, grâce au jeu des bonifications, remporte le classement général à l'issue de la 3e étape. Le 26 juillet, il se classe 2e du Grand Prix de la ville de Pérenchies, derrière son coéquipier Dimitri Claeys. En fin de saison, il prolonge le contrat qui le lie à son employeur.

## Palmarès et classements mondiaux

### Palmarès sur route
- 2008[1]
  - Champion de Flandre-Occidentale du contre-la-montre
  - Tour du Sénégal :
    - Classement général
    - 4e et 5e étapes

  - 2e du championnat de Belgique élites sans contrat
  - 2e de la Topcompétition
- 2009
  - Tour de la province d'Anvers :
    - Classement général
    - 1reb étape

  - 2e du championnat de Belgique du contre-la-montre élites sans contrat
- 2010
  - 3e des Deux Jours du Gaverstreek
  - 3e du championnat de Flandre-Occidentale du contre-la-montre
  - 3e du championnat de Belgique du contre-la-montre élites sans contrat
  - 3e du championnat de Belgique élites sans contrat
- 2011
  -  Champion de Belgique élites sans contrat
  - Mémorial Noel Soetaert
  - 2e du Championnat du Pays de Waes
  - 3e du championnat de Flandre-Occidentale sur route
- 2012
  - 4e étape du Tour de Madagascar
  - 3e de Gand-Staden
  - 3e du Championnat du Pays de Waes
- 2014
  -  Champion de Belgique élites sans contrat
  - Gand-Staden
  - Circuit du Westhoek
  - Grand Prix de Geluwe
  - 3e et 5e étapes du Tour de la province de Namur
  - 2e de l'Handzame Challenge
- 2015
  - Paris-Arras Tour :
    - Classement général
    - 1re étape (contre-la-montre par équipes)

  - 1re étape du Ronde van Midden-Nederland (contre-la-montre par équipes)
  - 2e de la Course des chats
  - 2e du Grand Prix de la ville de Pérenchies
- 2018
  - Driebergenprijs
  - 6e étape du Tour du Faso (contre-la-montre par équipes)
  - 2e de Gand-Staden
  - 2e de la Ledegem Classic

Podiums
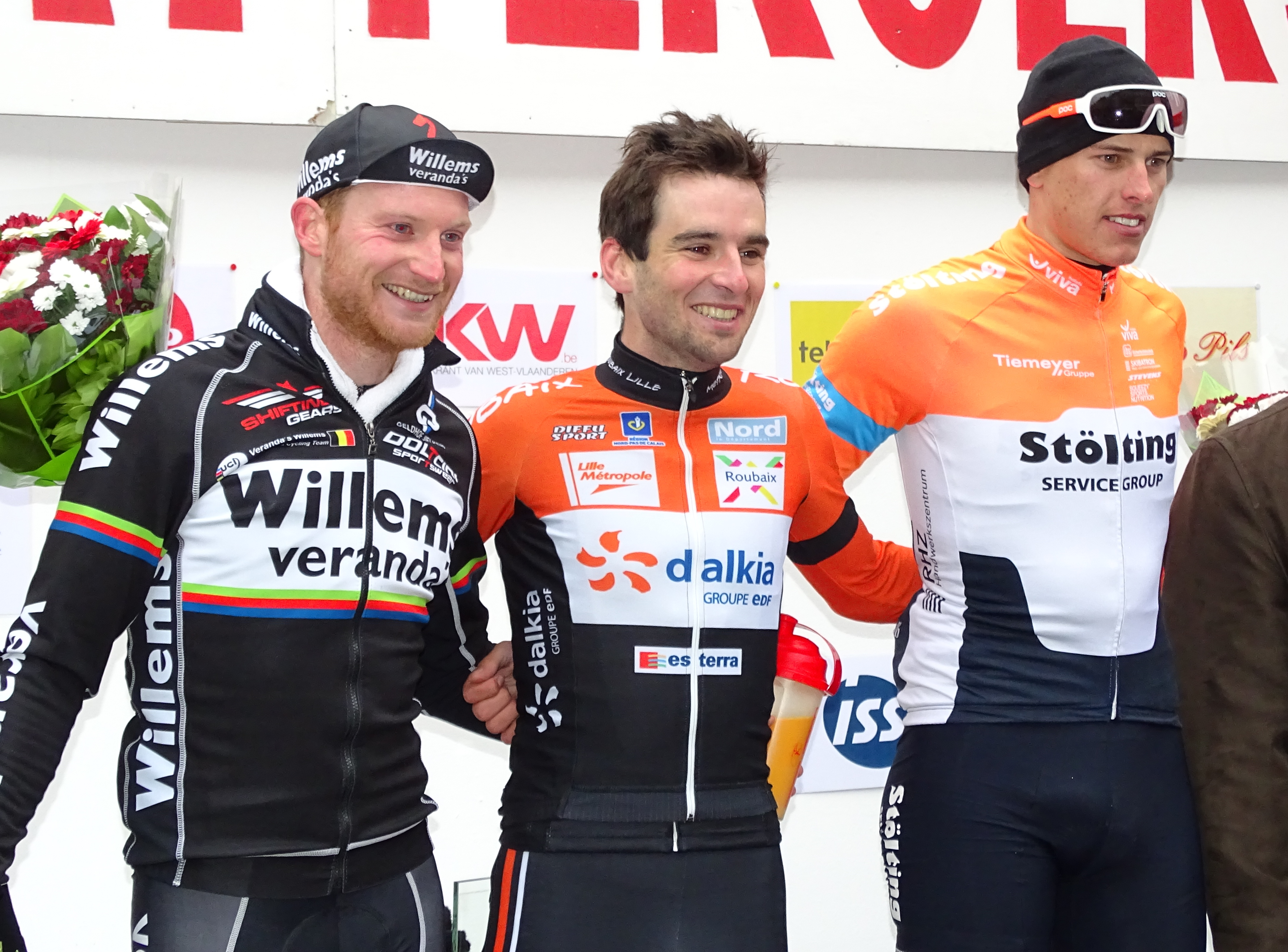
Podium de l'édition 2015 de la Course des chats : Joeri Calleeuw (2e), Baptiste Planckaert (1er) et Nils Politt (3e).
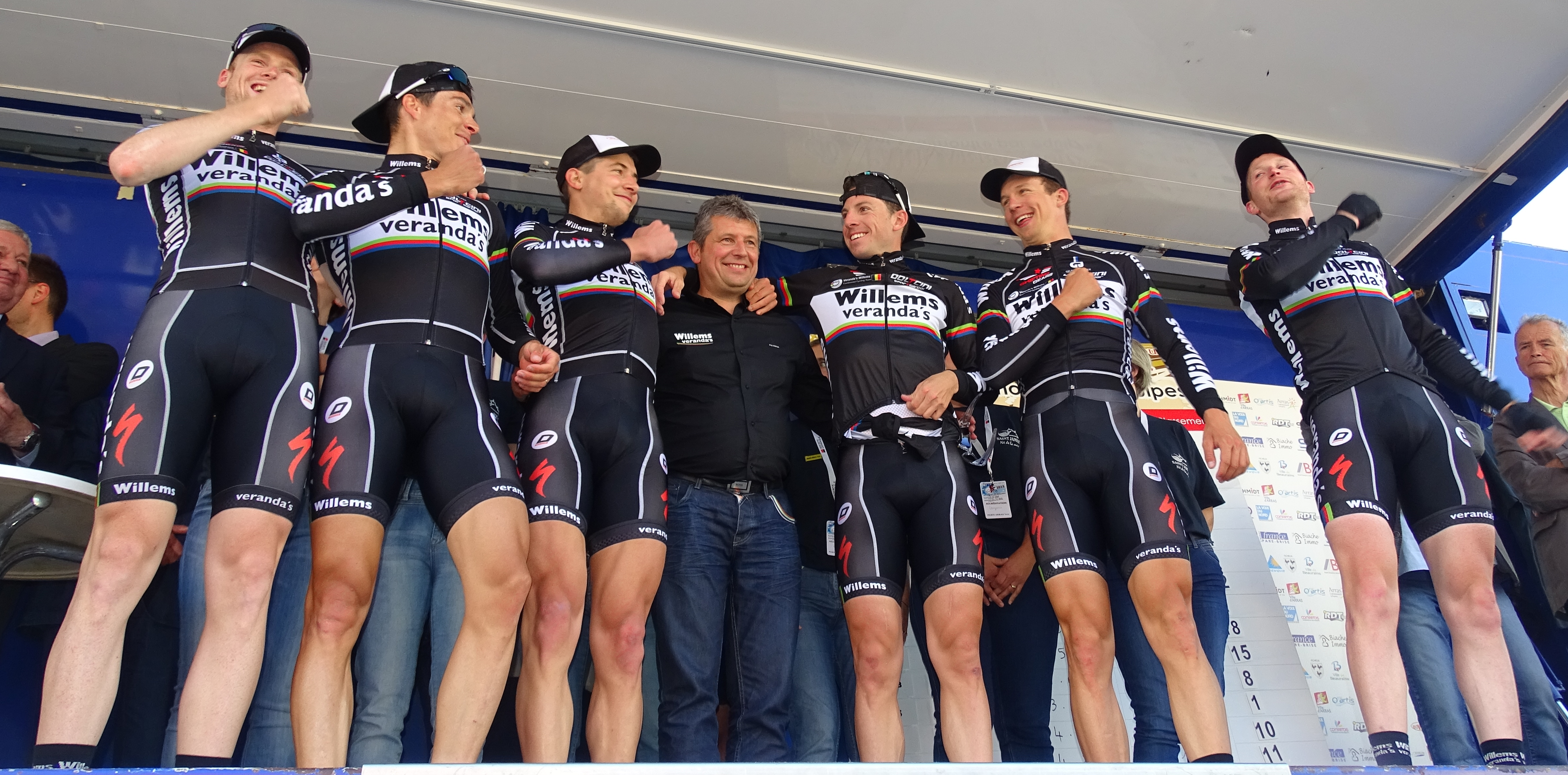
L'équipe Verandas Willems, constituée de Stef Van Zummeren, Olivier Pardini, Christophe Prémont, du directeur sportif Gautier De Winter, Gaëtan Bille, Dimitri Claeys et Joeri Calleeuw, remporte le contre-la-montre par équipes de la 1re étape du Paris-Arras Tour 2015.
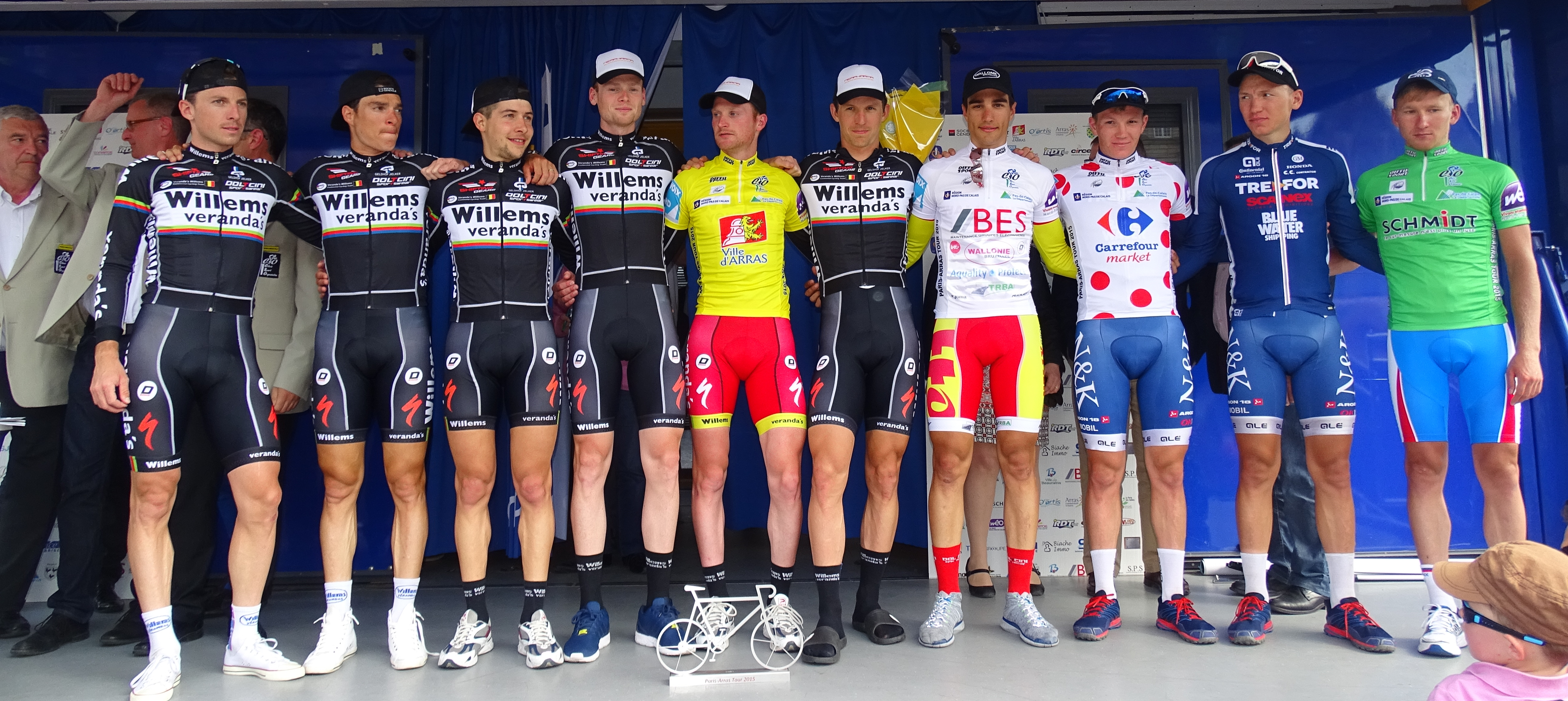
Les différents vainqueurs et porteurs de maillots : Gaëtan Bille, Olivier Pardini, Christophe Prémont, Stef Van Zummeren, Joeri Calleeuw (classement général), Dimitri Claeys, Antoine Warnier (meilleur jeune), Søren Kragh Andersen (meilleur grimpeur), Asbjørn Kragh Andersen (vainqueur de la 3e étape) et Sergey Vdovin (meilleur sprinteur). Verandas Willems est la meilleure équipe.
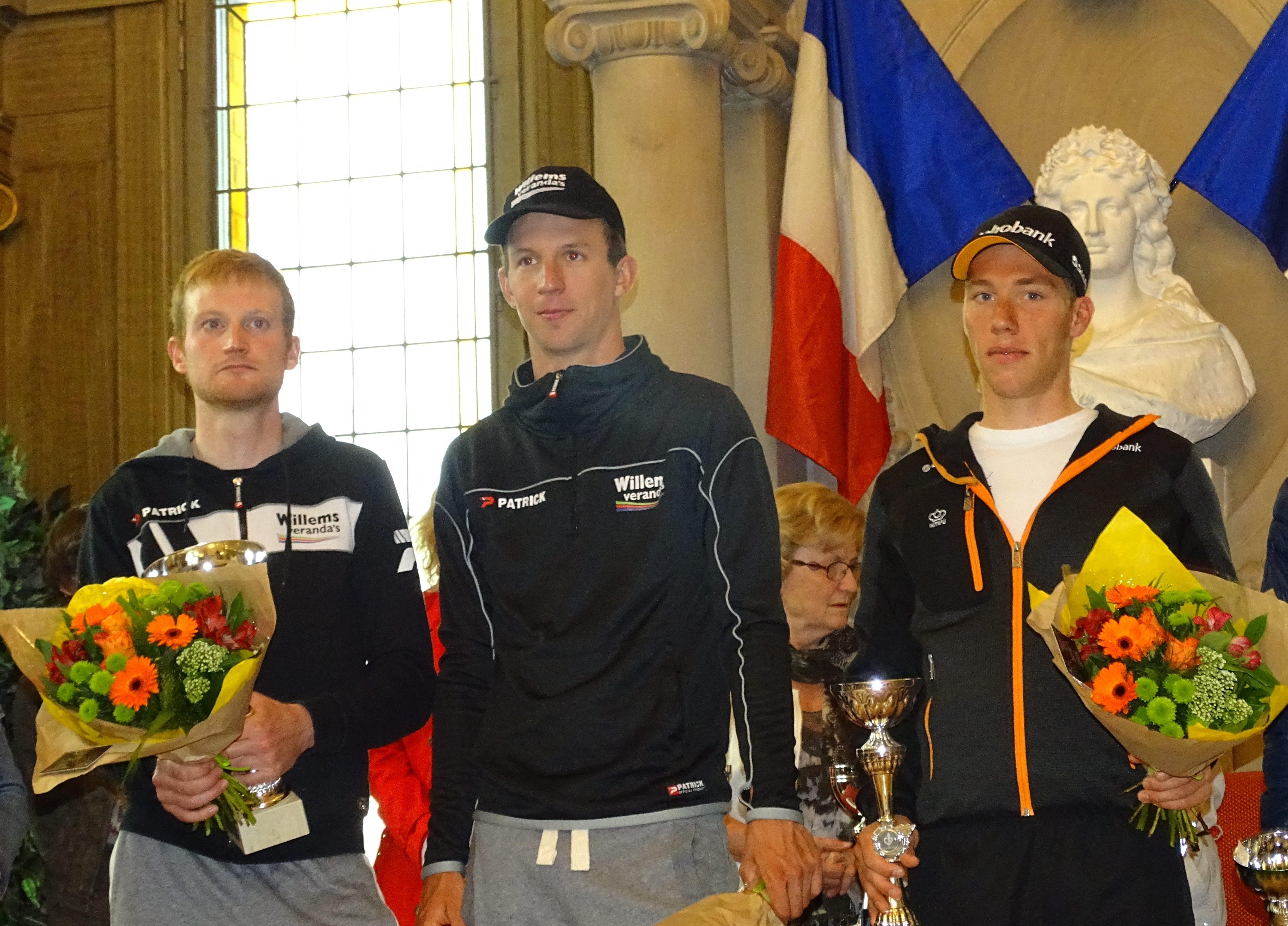
Podium de l'édition 2015 du Grand Prix de la ville de Pérenchies : Joeri Calleeuw (2e), Dimitri Claeys (1er) et Stan Godrie (3e).

### Classements mondiaux
| Année           | 2009 | 2010 | 2011 | 2012 | 2013 |
| --------------- | ---- | ---- | ---- | ---- | ---- |
| UCI Africa Tour | 8e   |      |      |      | 188e |
| UCI Europe Tour | 789e | 653e | 509e | 840e | 892e |